# Diecéze Amparo
Diecéze amparská je římskokatolická diecéze nacházející se v Brazílii.

## Území
Zahrnuje území jedenácti měst státu São Paulo; Amparo, Águas de Lindóia, Holambra, Itapira, Lindóia, Mogi Mirim, Monte Alegre do Sul, Pedreira, Jaguariúna, Santo Antônio de Posse a Serra Negra.
Biskupským sídlem je město Amparo, kde se nachází hlavní chrám, katedrála Naší Paní z Ampara.

## Historie
Diecéze byla zřízena 23. prosince 1997 bulou Ecclesiae Universae papeže Jana Pavla II. z části území arcidiecéze Campinas a diecéze Limeira.

## Seznam biskupů
- Francisco José Zugliani (1997–2010)
- Pedro Carlos Cipolini (2010–2015)
- Luiz Gonzaga Fechio (od 2016)